# Brevoxathres irrorata
Brevoxathres irrorata är en skalbaggsart som beskrevs av Monné 2007. Brevoxathres irrorata ingår i släktet Brevoxathres och familjen långhorningar. Inga underarter finns listade.